# Phoebe Murray
Pour les articles homonymes, voir Murray.
Pas d'image ? Cliquez ici

a Compétitions nationales et continentales officielles uniquement.

b Matchs officiels uniquement.
Dernière mise à jour le 21 octobre 2024.
Phoebe Murray, née le 1er mars 1999, est une joueuse internationale anglaise de rugby à XV qui joue comme centre pour les Bristol Bears.

## Biographie
Phoebe Murray naît le 1er mars 1999. Elle commence le rugby à XV au Trojans RFC de Southampton, jouant avec des garçons jusqu'à l'âge de 12 ans. Elle rejoint ensuite la section féminine du Ellingham and Ringwood RFC.
À partir de 2017, elle évolue au poste de centre avec les Bristol Bears en Premiership Women's Rugby,. Avec son équipe, elle échoue en finale de la Premiership Women's Rugby en 2024, face au Gloucester-Hartpury RFC.
Capitaine de l'équipe d'Angleterre des moins de 20 ans en 2018, elle est retenue dans le groupe qui représente l'Angleterre au WXV 2024 au Canada en septembre 2024,. Elle honore sa première cape lors d'une victoire 61 à 21 contre les États-Unis le 29 septembre 2024,.
Avant ses débuts internationaux, la capitaine de l'équipe d'Angleterre Alex Matthews la décrit comme « forte et puissante » et augure de son potentiel de progression en attaque comme en défense.

## Vie personnelle
Phoebe Murray a étudié la médecine à l'université de Bristol (où elle a été capitaine de l'équipe universitaire de rugby à XV). Elle en sort diplômée en 2023. Elle combine depuis son activité sportive et son emploi de médecin junior au Royal United Hospital de Bath,.

## Palmarès
- Vainqueur du WXV en 2024.